# Maison Lejeune-d'Anglure
L'ancienne maison Lejeune-d'Anglure, connue aussi comme l'ancienne maison Réard Seny, est un immeuble classé de style néo-classique situé à Waremme en province de Liège (Belgique).

## Situation
Cet immeuble se trouve dans le centre de la ville hesbignonne de Waremme, au no 6 de l'avenue Edmond Leburton, au carrefour avec la rue des Lombards.

## Histoire et description
L'immeuble à double corps a été édifié en brique enduite vers 1790 pour les époux Lejeune-d'Anglure dans le style néo-classique. Il compte initialement cinq travées et deux niveaux néo-classique (un étage mansardé). Derrière un perron de trois marches, la travée centrale, plus large, possède une grande porte d'entrée avec baie d'imposte cintrée. Elle est encadrée de pilastres à refends, pourvue d'un garde-corps en fer forgé et surmontée d'un fronton triangulaire. Les linteaux des fenêtres rectangulaires sont soulignées par une corniche moulurée typiquement néo-classique.

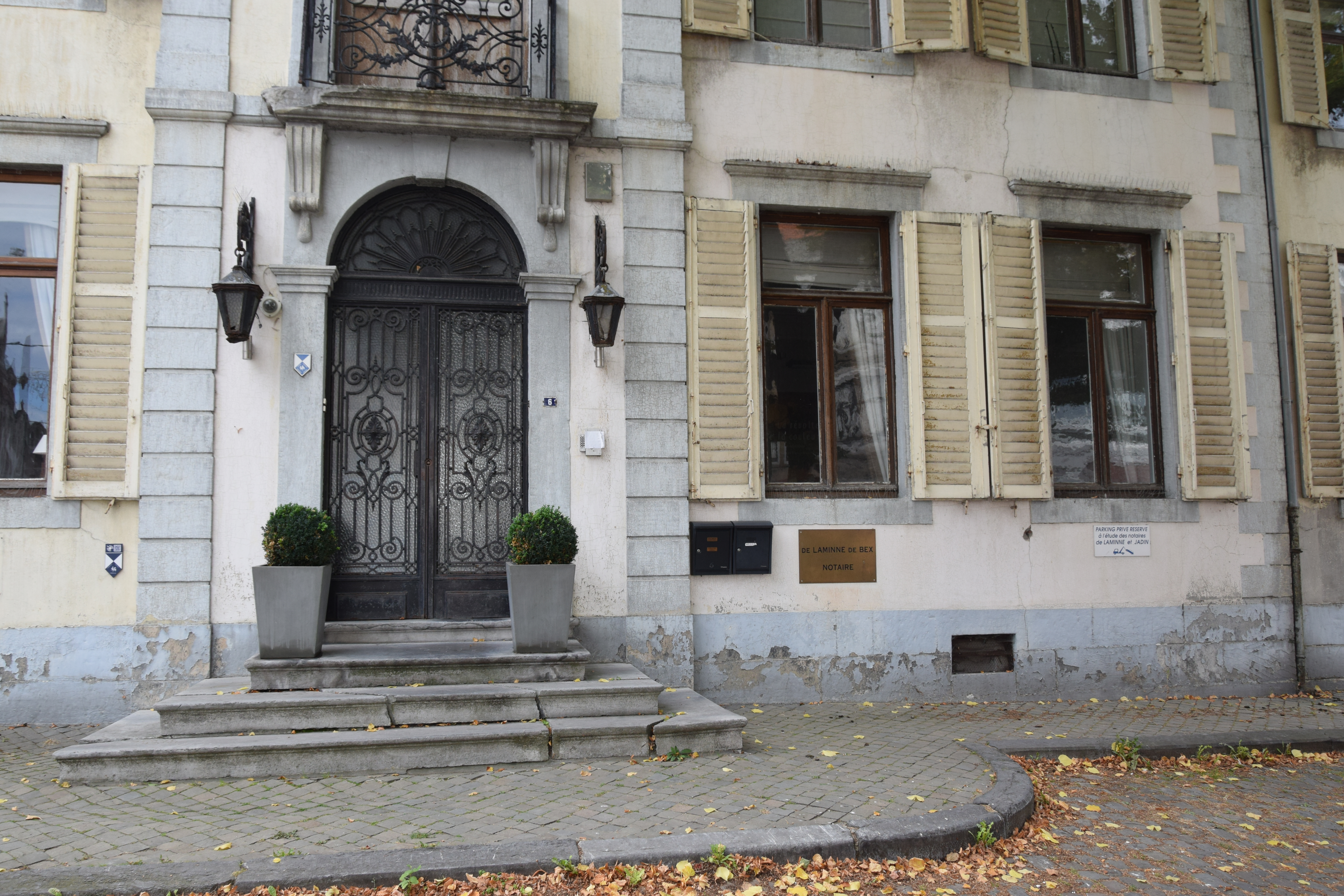

La maison est précédée d'une placette pavée et d'un tilleul planté le 22 septembre 1797 comme arbre de la liberté pour commémorer l’anniversaire de l’établissement de la République française dont la ville de Waremme et l'actuelle Belgique faisaient partie.
De chaque côté de la façade, deux travées latérales sont ajoutées au cours du XIXe siècle par Jules Lejeune, député et bourgmestre de Waremme. Ces travées sont un peu moins hautes que les cinq travées originelles.

## Classement
L'immeuble est repris sur la liste du patrimoine immobilier classé de Waremme depuis le 25 août 1987.